# Левски (Лясковец)
Вижте пояснителната страница за други значения на  ФК Левски.
ФК Левски е футболен отбор от град Лясковец, България.
Основан е през 1949 г. През 1963 г. влиза в Северната Б група след победа с 1:0 над Вапцаров (Плевен). Участва в 3 поредни сезона, след което отпада, но само за 1 година успява да се класира отново. През сезон 1967/68 г. завършва на 13 място, колкото имат Локомотив (Горна Оряховица) и Доростол (Силистра), заели съответно 11 и 12 място заради по-добра голова разлка. На следващата година отпада, но пак веднага успява да се завърне. Участва в Б група до 1972 г. и през сезон 1975/76 г. От 1983 до 1991 г. се нарича „Металик“. За Купата на Съветската армия през 1987/88 достига до четвъртфинал, като отстранява Хебър с 2:1 и Тракия (Пловдив) с 1:0, но отпада от Спартак (Плевен) с 1:3. През 1991 г. отново е преименуван на „Левски“. Основните цветове на клуба са синьо и бяло.

## Успехи
- Четвъртфиналист за Купата на Съветската армия през 1987/88 г.
- 1/32-финалист за купата на страната през 1975/76, 1991/92 и 1992/93 г.
- 6 място в Северната Б група през 1967/68 г.

## Известни футболисти
- Бончо Генчев
- Цветан Мъркушев
- Кирил Несторов
- Христо Тончев
- Атанас Драгански
- Димитър Календжиев
- Стефан Божинов
- Иван Ефтимов
- Михаил Дончев
- Стоян Денев
- Калоян Трифонов
- Милчо Сирмов
- Стефан Стойнев
- Иван Бойчев
- Димитър Велинов
- Иван Щараков
- Милен Бешев
- Али Али
- Цветан Станчев

## Стадион
ФК Левски Лясковец играе мачовете си на стадион „Михаил Алексиев“ с капацитет 3000 зрители. От 1949 до 2013 г. стадионът се е наричал „Юнак“.